# Deathronation
Deathronation ist eine bayerische Death-Metal-Band aus Nürnberg, die im Jahr 2004 unter dem Namen Eyesore gegründet wurde.

## Geschichte
Die Band wurde Anfang 2004 unter dem Namen Eyesore gegründet und bestand aus dem Bassisten und Sänger Bastian „B. Cunthammer“ Silberkuhl, dem Gitarristen und Sänger Stiff Old und dem Schlagzeuger Sascha „Eyehate“ „I-H8“ Pratnekar. Im Sommer 2005 spielte die Gruppe die ersten Auftritte und nahm im Winter ein erstes Demo auf, das jedoch nie veröffentlicht wurde. Nach den ersten Proben schlossen sich Auftritte an. Ein paar Monate später verließ Silberkuhl die Band, da ihm die Zeit für dieses Projekt fehlte. Etwas später stießen der Bassist S. Muerte und der Gitarrist Randy Rots zur Besetzung und es erfolgte die Umbenennung in Deathronation.
Nach weiteren Proben und Konzerten nahm die Gruppe im Oktober und November 2006 ein erstes Demo unter dem Namen A Soil Forsaken… auf, das aus vier Liedern bestand, die auf dem unveröffentlichten Eyesore-Demo enthalten waren. Zu dieser Zeit spielte die Band zudem Auftritte zusammen mit Blizzard, Dead Congregation, Golem, Necros Christos, Kaamos, Nocturnal Breed, Pentacle, Portrait, Sufferage, Slugathor, Warhammer und Wolfthorn. Im folgenden Jahr veränderte sich die Bandbesetzung stark, sodass nur noch Stiff Old verblieb. Dadurch war es zudem auch nicht möglich das zuvor beworbene zweite Demo zu veröffentlichen. Im Jahr 2009 pausierte die Band daraufhin. Mit dem Hinzustoßen von neuen Mitgliedern änderte sich dies jedoch wieder. Zunächst kam als Schlagzeuger Michael „Mr. Freeze“ Müller hinzu, ehe S. Muerte am Bass und Silberkuhl an der E-Gitarre zurückkehrten. Im Jahr 2013 ging die Gruppe zusammen mit Obliteration und Degial auf Tournee. 2014 erschien über Ván Records das Debütalbum Hallow the Dead. Das Veröffentlichungskonzert fand am 25. Oktober 2014 in Oberhausen statt. Das Album erschien zudem auch auf Schallplatte bei Iron Bonehead Productions.

## Stil
Laut Stefan Franke von voicesfromthedarkside.de spielt die Band auf Hallow the Dead Oldschool-Death-Metal im Stil der frühen Possessed, Death und Morgoth. Zudem werde die Musik durch die düsteren und atmosphärischen Momente von Asphyx und Autopsy ergänzt. Dem Gesang, der an John Tardy und Marc Grewe erinnere, können man einen Akzent anhören. Die bösartige Atmosphäre, die das Album innehabe, würden an Sodoms Persecution Mania erinnern. Zudem könne man die Musik mit der von Sadistic Intent und Mortem vergleichen. Laut Sebastian Schilling vom Rock Hard spielt die Band Death Metal, der „auf einem soliden Thrash-Fundament“ stehe und von „schwarzmetallischem Eifer befeuert“ werde. Der Death Metal überwiege jedoch. Die Musik sei mit der von Excoriate, Repugnant und Tribulation (bis zum Album The Horror) vergleichbar. Deathronation sei jedoch abwechslungsreicher und bemühe sich um markante Melodien. Zudem gebe es eine Spoken-Word-Passage einer Frau, was an Vanity/Nemesis von Celtic Frost erinnere. In der nächsten Ausgabe mit Schiller gab Stiff Old Einflüsse von US-amerikanischen Gruppen und Bands der 1990er Jahre an wie Deicide, Death, Morbid Angel, Immolation, Gorguts und Sadistic Intent. Das Album handele von Tod und Vergänglichkeit.

## Diskografie
- 2006: A Soil Forsaken… (Demo, Eigenveröffentlichung)
- 2011: Exorchrism (Demo, Eigenveröffentlichung)
- 2012: Exorchrism (Kompilation, Metalhit Records)
- 2013: Deathronation / Obscure Infinity (Split mit Obscure Infinity, Whispers of Death Records)
- 2014: Hallow the Dead (Album, Ván Records)